# Noyelles-sur-Selle
Noyelles-sur-Selle is een gemeente in het Franse Noorderdepartement (regio Hauts-de-France) en telt 826 inwoners (1999). De plaats maakt deel uit van het arrondissement Valenciennes.

## Geografie
De oppervlakte van Noyelles-sur-Selle bedraagt 5,1 km², de bevolkingsdichtheid is 162,0 inwoners per km².

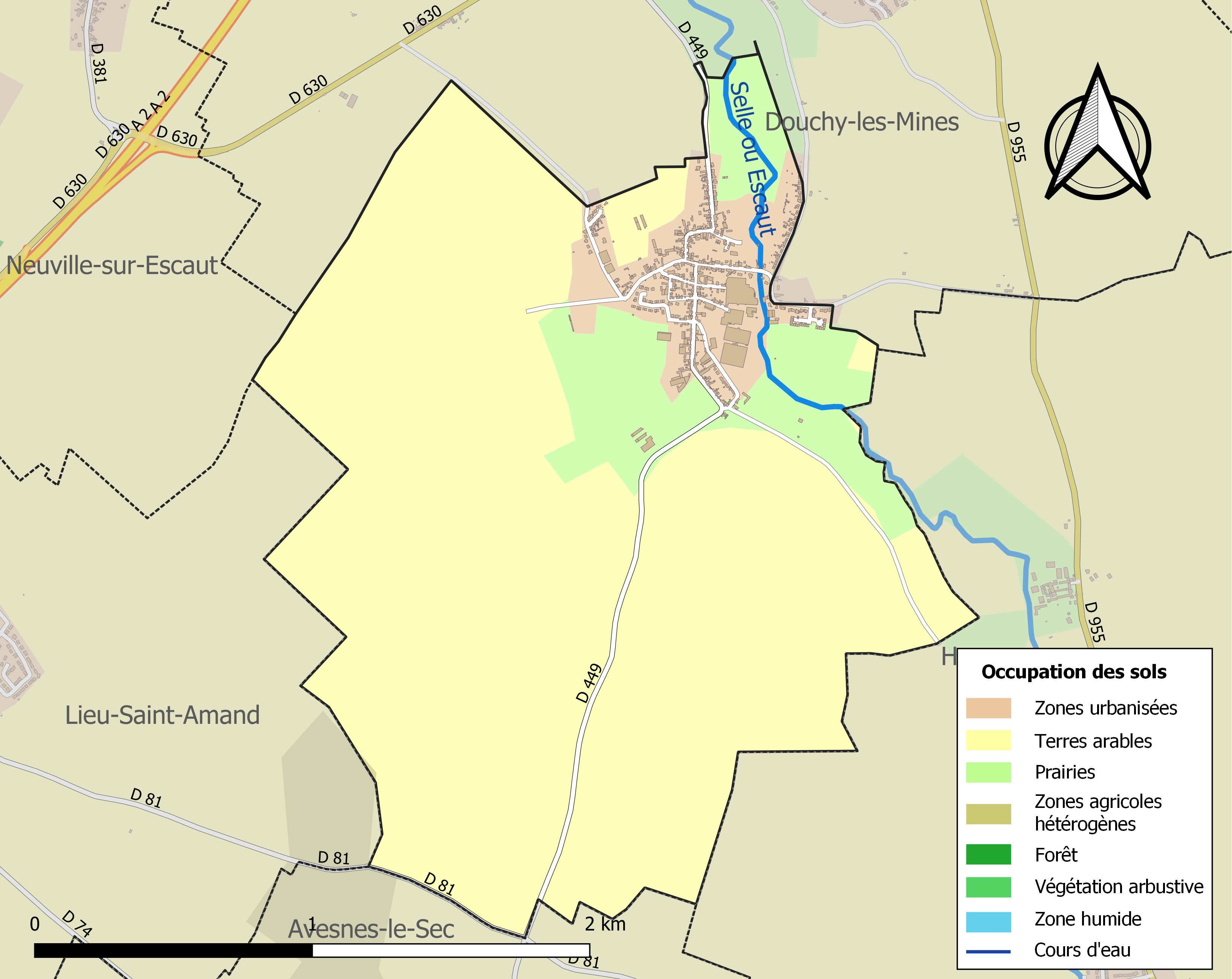
Kaart van de gemeente met belangrijkste infrastructuur, bodemgebruik en omliggende gemeenten

## Demografie
Onderstaande figuur toont het verloop van het inwonertal (bron: INSEE-tellingen).